# Темирбеков, Марлен Болоталиевич
Марлен Болоталиевич Темирбеков (15 ноября 1933 года — 29 июля 2010 года) —  певец (баритон), народный артист Киргизской ССР (1976), солист Кыргызского национального академического театра оперы и балета имени А. Малдыбаева, профессор Кыргызской национальной консерватории.

## Биография
Марлен Болоталиевич Темирбеков родился 15 ноября 1933 года в семье наркома коммунального хозяйства Киргизской АССР. Его отец в  1937 году был репрессирован. В 1952 году Марлен Темирбеков окончил среднюю школу №24, а июле поехал на прослушивание в Московскую государственную консерваторию им. П. И. Чайковского. После успешной сдачи экзаменов был зачислен в класс заведующего вокальной кафедрой консерватории, профессора Василия Федоровича Карина-Вишкарева. В консерватории Марлен Болоталиевич, кроме обучения пению, слушал также лекции музыковедов Б. Агажанова,  Т. Мюллера и И. Способина.
В 1958 году Марлен Болоталиевич окончил Московскую государственную консерваторию имени П. И. Чайковского. Его дипломной работой стала партия Фигаро в «Севильском цирюльнике» Россини. Позднее она вошла в репертуар певца.
В октябре 1958 года М. Темирбеков вернулся на родину и поступил на работу солистом в труппу Кыргызского государственного академического театра оперы и балета. Дебютировал в Кыргызском национальном академическом театре оперы и балета имени А. Малдыбаева в партии Данияра оперы М. Раухвергера «Джамиля» по одноимённой повести Ч. Айтматова.
В 1958 году в Москве проходила вторая Декада киргизского искусства и литературы. В ней принимали участие Театр оперы и балета, Киргизский и Русский драмтеатры и Киргосфилармония. За успехи в развитии театрального искусства Киргизскому ордена Ленина  театру оперы и балета было присвоено звание «Академический». М. Темирбеков также принял участие в Декаде кыргызской литературы и искусства.
В последующие годы он пел в театре баритоновые партии классического и национального репертуара. Среди них:  Жермон в «Травиате», Валентин в «Фаусте», Фигаро в «Севильском цирюльнике», князь Елецкий в «Пиковой даме»,   Канчоро в кыргызской опере «Айчурек», Сары в «Токтогуле», Данияр в «Жамиле», Чубак в «Манасе» и др. Выступал в Москве в Колонном зале Дома союзов,  в столицах республик СССР, в спектаклях оперных театров Самарканда? Алма-Аты, Душанбе и др.
Партнерами М. Темирбекова по сцене Кыргызского оперного театра были солистки Большого театра Союза ССР Ирина Масленникова, Тамара Милашкина, Евгения Мирошниченко.
C 1958 года занимался также педагогической деятельностью: работал преподавателем на кафедре музыки и пения в Кыргызском женском педагогическом институте им. В. Маяковского, потом — в Музыкальном училище им. М. Куренкеева.
Оставив сценическую деятельность, работал педагогом в Киргизском институте искусств им. Бейшеналиевой. После открытия   Кыргызской национальной консерватории им. К. Молдобасанова Темирбеков М. Б. работал там заведующим кафедрой  сольного пения.
Учениками  М. Темирбекова в разное время были лауреаты международных конкурсов, народные и заслуженные артисты Кыргызстана —  Ж. Ысманов, У. Полотов, Ч. Торобеков, Э. Мойдунов, Ж. Раимбекова, К. Орузбаев,  К. Кускаков,  З. Раимбекова и др.

## Награды и звания
- Народный артист Киргизской ССР (1976).
- Орден «Данакер» Кыргызской Республики (4 февраля 2004) — за особый вклад в развитие национального музыкального искусства и плодотворную педагогическую деятельность[1].